# Котиц

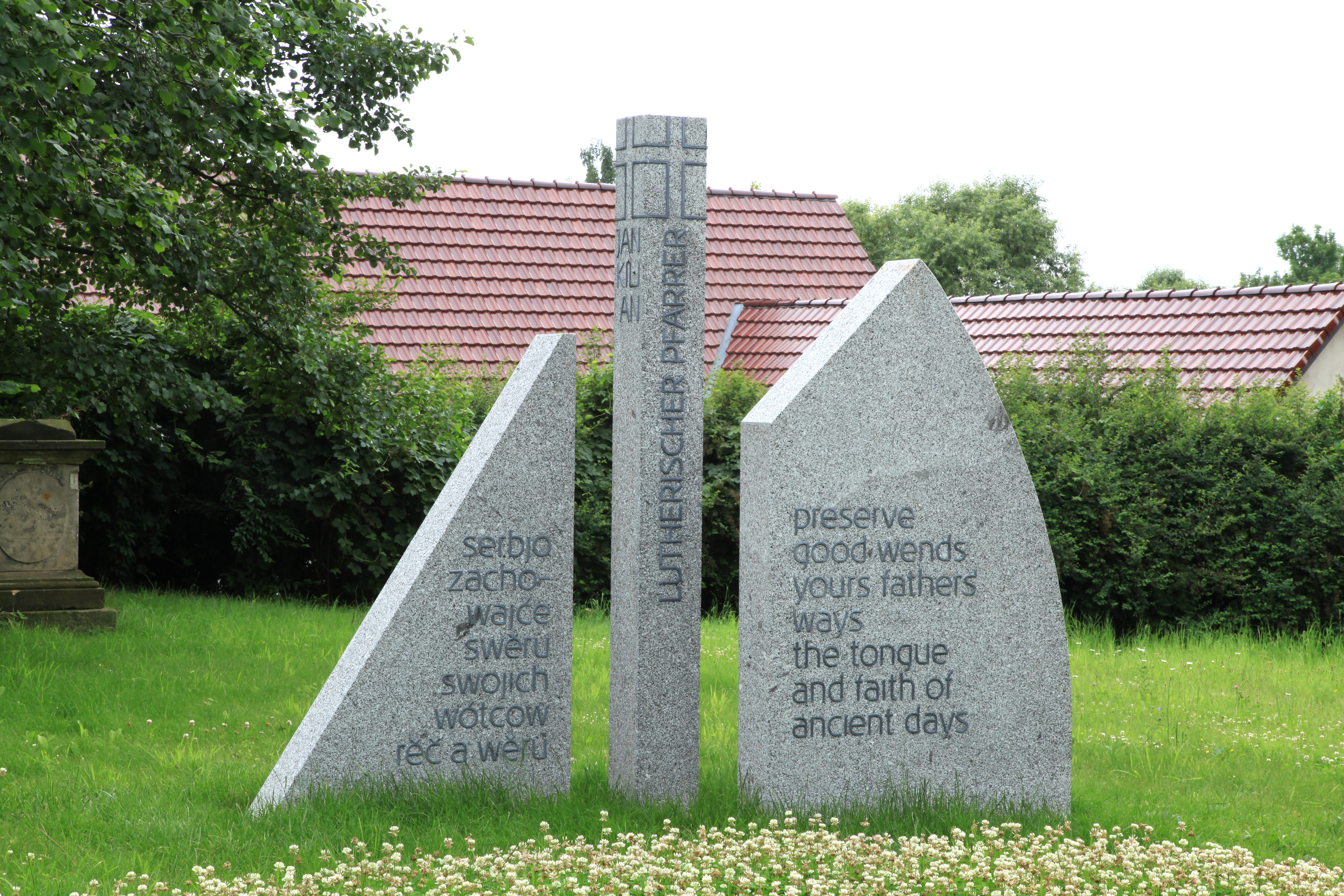
Памятник Килиан, ЯнЯну Килиану около лютеранского храма

Ко́тиц или Ко́тецы (нем. Cotitz; в.-луж. Kotecyо файле) — сельский населённый пункт в статусе городского района Вайсенберга, район Баутцен, федеральная земля Саксония, Германия.

## География
Населённый пункт находится примерно в четырнадцати километрах восточнее Баутцена и двух километрах юго-западнее Вайсенберга. Состоит из двух раздельных частей: Нидер-Котиц (Дельне-Котецы) и Обер-Котиц (Горне-Котецы), между которыми проходит автомобильная дорога S111 (Баутценское шоссе). На западе Обер-Котиц проходит автомобильная дорога K7230.
Через Обер-Котиц протекает река Котицер-Вассер, славянское наименование — Ко́толка (нем. Kotitzer Wasser, в.-луж. Kotołka). На западе от деревни находится пруд «Grose Halbscher Teich» (Wulki hołbjanski hat) и на северо-западе — пруд «Brauteich» (Swĕtły hat).
Соседние населённые пункты (все в городских границах Вайсенберга): на севере — деревня Вайха (Виховы), на северо-востоке — Вайсенберг, на востоке — деревня Мальтиц (Малечицы), на юге — деревни Зерка (Жарки) и Лауске (Луск), на западе — Вуршен (Ворцын) и на северо-западе — деревня Нехерн (Нехорнь).
Серболужицкий натуралист Михал Росток в своём сочинении «Ležownostne mjena» упоминает земельные наделы в окрестностях деревни под наименованиями: Hłubočica, Jězor, Korkow, Kačeńca, Wjelčica, Čerćica.

## История
Впервые упоминается в 1280 году в личных именах «Witgo et Cunradus fratres de Kottwitz» (братья Витго и Кунрад из Коттвица). С 1957 по 1977 года была административным центром одноимённой коммуны, с 1977 по 1994 года входила в коммуну Чорна. В 1994 году деревня в результате муниципальной реформы вошла в границы Вайсенберга в статусе отдельного городского района.
С 1837 года в местном лютеранском приходе служил Ян Килиан, который организовал группу серболужицких эмигрантов в США, которая основала в Техасе серболужицкую колонию Сербин.
В настоящее время деревня входит в состав культурно-территориальной автономии «Лужицкая поселенческая область», на территории которой действуют законодательные акты земель Саксонии и Бранденбурга, содействующие сохранению лужицких языков и культуры лужичан.
Исторические немецкие наименования
- Witgo et Cunradus fratres de Kottwitz, 1280
- Cothewitz, 1290
- Cotwitz, 1348
- Cottewicz, 1468
- Cottitz, 1485
- Kottitz, 1597

## Население
Официальным языком в населённом пункте, помимо немецкого, является также верхнелужицкий язык.
Согласно статистическому сочинению «Dodawki k statisticy a etnografiji łužickich Serbow» Арношта Муки в 1884 году в деревне проживало 318 жителей (из них — 276 лужичанина (87 %)).
Лужицкий демограф Арношт Черник в своём сочинении «Die Entwicklung der sorbischen Bevölkerung» указывает, что в 1956 году при общей численности в 406 жителей серболужицкое население деревни составляло 48,5 % (из них 86 взрослых владели активно верхнелужицким языком, 40 взрослых — пассивно; 71 несовершеннолетних свободно владели языком).
| 1834 | 1871 | 1890 | 1910 | 1925 | 1939 | 1946 | 1950 | 1964 | 1990 | 2011 | 2016 |
| ---- | ---- | ---- | ---- | ---- | ---- | ---- | ---- | ---- | ---- | ---- | ---- |
| 285  | 334  | 281  | 251  | 252  | 270  | 407  | 407  | 811  | 789  | 207  | 193  |